# All Shall Perish
All Shall Perish es una banda de deathcore originaria de Oakland, California formada en 2002.

## Historia
Desde 2005, ha lanzado dos álbumes de estudio con Nuclear Blast.
El 8 de noviembre, la banda anunció que estaban por comenzar a trabajar en su nuevo álbum, el guitarrista Ben Orum dijo esto en el sitio web oficial de la banda: "Después de dos giras muy exitosas en el país y el extranjero, ahora estamos en casa escribiendo el nuevo disco de All Shall Perish". El proceso de escritura está fluyendo muy naturalmente, y hasta ahora el material en sí es muy impresionante. Es seguro decir que este será uno de los más agresivos, épicos y maravillosos discos que hemos escrito. No puedo esperar para empezar a tocar este material en vivo."
El 31 de enero de 2011, la banda fue anunciada para tocar en el cuarto anual Mayhem Festival, tocando en el Revólver Stage junto con otras bandas como Suicide Silence, Machine Head, Straight Line Stitch, y Testament.
Su último álbum, This Is Where It Ends fue lanzado el 26 de julio de 2011. Los únicos miembros originales de la banda son el bajista Mike Tiner y el guitarra rítmica, Ben Orum.
El 12 de diciembre de 2012 el Guitarrista Ben Orum abandonó la banda por motivos personales. Ahora forma parte de la banda Oblivion.
El 3 de octubre de 2013, el vocalista Hernan "Eddie" Hermida abandona All Shall Perish para formar parte de la banda de deathcore Suicide Silence, esto fue confirmado en la página oficial de la banda. El 4 de octubre, All Shall Perish publica una declaración sobre Hermida y sobre la continuidad de la banda. En una entrevista con Mike Tiner en el sitio web de Metal Injection confirma que Hermida no fue despedido de la banda y su salida fue decisión suya.
El 27 de octubre de 2015, se especulaba  en las redes sociales que la banda resurgió con el regreso de Eddie y de su antiguo guitarrista Chris Storey, sin embargo en el 2020, Eddie afirmó que la reunión no estaba sucediendo y  el guitarrista Chris  por su parte comentó que no estaba ni por enterado de la noticia. En este 2024 las disputas legales se solucionaron y publicaron en sus redes sociales su regreso a los escenarios, programando dos conciertos en mayo y julio, en el comunicado explican los motivos de su ausencia.

## Miembros

### Alineación Actual
- Hernán "Eddie" Hermida - voz (2003 - 2013, 2024-presente)
- Chris Storey - guitarra solista  (2003-2009, 2015-2020, 2024-presente)
- Ben Orum - guitarra rítmica  (2002-2012, 2015-2020, 2024-presente)
- Matt Kuykendall – batería (2002–2010, 2015-2020, 2024-presente)

### Anteriores
- Jason Richardson – guitarra solista (2009–2010) (ex-Born Of Osiris ahora en Chelsea Grin)
- Mike Tiner- bajo (2002-2015)
- Adam Pierce - batería (2010-2015)
- Francesco Artusato - guitarra solista (2010-2015)
- Rob Maramonte – guitarra rítmica (2012–2015)

Cronología

## Discografía
Álbumes de estudio
| Título                 | Discográfica                 | Fecha de lanzamiento                                       |
| Hate, Malice, Revenge  | Amputed Vein / Nuclear Blast | 2003 (realizado el 19 de abril de 2005 por Nuclear Blast)  |
| The Price of Existence | Nuclear Blast                | 8 de agosto de 2006                                        |
| Awaken The Dreamers    | Nuclear Blast                | 16 de septiembre de 2008                                   |
| This Is Where It Ends  | Nuclear Blast                | 26 de julio de 2011 (EE. UU.) 29 de julio de 2011 (Europa) |